# 누마쿠마정
누마쿠마정(일본어: 沼隈町)은 일본 히로시마현에 존재했던 정이다.
쇼와 대합병에 의해 1955년에 설치되었다. 2005년 2월 1일에 후쿠야마시에 편입되었다.

## 역사
- 1889년 4월 1일 - 시정촌 시행으로 2개의 촌이 성립하였다.
- 1955년 3월 31일 - 2개의 촌이 대등합병해 누마쿠마정이 성립하였다.
- 2005년 2월 1일 - 후쿠야마시에 편입되어 이 합병으로 누리쿠마군은 소멸하였다.